# (55815) Melindakim
(55815) Melindakim est un astéroïde de la ceinture principale.

## Description
(55815) Melindakim est un astéroïde de la ceinture principale. Il fut découvert le 31 décembre 1994 à Siding Spring par Duncan I. Steel. Il présente une orbite caractérisée par un demi-grand axe de 2,38 UA, une excentricité de 0,23 et une inclinaison de 24,7° par rapport à l'écliptique.

## Compléments